# Аллула, Малек
Малек Аллула (араб. مالك علولة‎; 13 ноября 1937, Оран — 17 февраля 2015, Берлин) — алжирский поэт, писатель, редактор и литературный критик.
Известен прежде всего своей поэзией и очерками по философии, также написал несколько книг, в частности, «Le Harem Colonial» (с фр. — «Колониальный гарем»), которая была высоко оценена общественностью.

## Биография
Родился в 1937 году в алжирском городе Оран. Окончив Высшую нормальную (педагогическую) школу, продолжил изучение литературы в Университете Алжира и Парижском университете, где написал докторскую диссертацию о французском философе и писателе Дени Дидро.
Был директором Фонда Абделькадера Аллула, названного в честь его брата, известного драматурга и режиссёра, который был убит членами алжирской террористической организации «Исламский фронт за вооружённый джихад».
В 1980 году женился на алжирском режиссёре и писательнице Ассии Джебар. Развёлся в 2005 году.

## Литературная деятельность

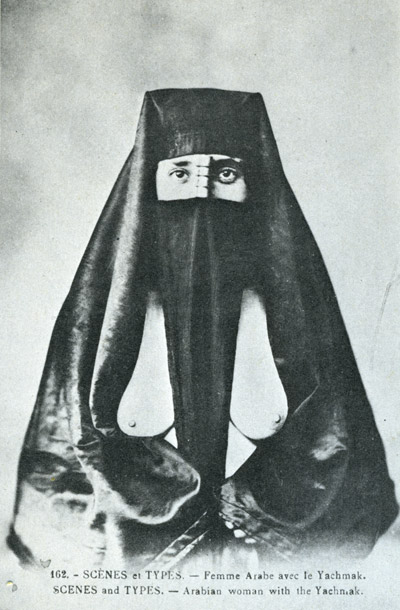
"Фотография «Арабка с яхмаком», опубликованная в «Колониальном гареме»

Став редактором в Париже в 1967 году, Аллула продолжил писать стихи, очерки поэтики и философии на французском языке. Как критик, он высказывался против использования поэзии на службе алжирской революции, последовавшей за независимостью Алжира от Франции в 1962 году.
Большая часть его прозы, наполненная поэтическими включениями, рассказывает об алжирской культуре, алжирско-берберской культуре, воспоминаниях о собственном отце, учителях и друзьях.

## Le Harem Colonial
Среди его публикаций наиболее известной является Le Harem Colonial (с фр. — «Колониальный гарем»), в котором анализируется коллекция открыток с «экзотическими» изображениями алжирских женщин, сфотографированных французскими колонизаторами и отправленных во Францию. Автор утверждает, что открытки визуально представляют властные отношения между колонизатором и колонией. В книге приводятся комментарии к изображениям, особенно к изображению эротических сцен c алжирскими женщинами во времена французского колониального режима. Согласно Аллуле, алжирские женщины, запечатлённые на изображениях, на самом деле не наложницы, а сироты и проститутки, которых попросили позировать для фотографа. Аллула осуждает похотливый взгляд французов на алжирских женщин; он утверждает, что изображения не являются репрезентативными для настоящих алжирских женщин, скорее это западные фантазии о восточной женщине и её недоступности в запрещённом гареме.

### Работы
- Dans tout ce blanc 2015;
- Algérie indépendance;
- Les festins de l’exil;
- Alger 1951: un pays dans l’attente;
- Une enfance algérienne.
- Rêveurs/sépultures; suivi de L’exercice des sens: poèmes;
- Belles Algériennes de Geiser;
- Villes et autres lieux: poèmes;
- L’accès au corps: poème;
- Villes (poems);
- Le cri de tarzan, la nuit dans un village oranais: nouvelles;
- Alger: photographiée au XIXe siècle;
- Approchant du seuil ils dirent;
- Mesures du vent: poème;
- Le harem colonial: images d’un sous-érotisme;
- Causses et vallées;
- Haremsphantasien.: Aus dem Postkartenalbum der Kolonialzeit;
- Villes et autres Leux: Poèmes;
- Paysages d’un retour;
- L’Exercice des sens;
- L’autre regard;
- Rêveurs-sépultures: suivi de Mesures du vent: poèmes[3][4][5][14].